# Castillo de Montjuich (barco)
El Castillo de Montjuich fue un buque mercante español que desapareció en el océano Atlántico en diciembre de 1963. Originalmente construido en 1919 por el astillero Furnness en Middlesbrough (Reino Unido), durante la Guerra Civil Española sufrió un bombardeo y se hundió en el puerto de Barcelona en 1939. Posteriormente, fue reflotado, incautado y reparado, entrando en servicio como carguero.
En diciembre de 1963, zarpó del puerto de Boston con destino a La Coruña, transportando un cargamento de maíz. Sin embargo, el barco y sus 37 tripulantes desaparecieron en el Atlántico, a unas 400 millas al noroeste de las islas Azores, sin dejar rastro. No se recibió ninguna comunicación por radio, ni se encontraron restos del barco o de su carga.

## Historia
Construido en 1919, antes de ser bautizado como Castillo de Montjuich, el barco prestó servicio en numerosas compañías británicas y belgas, recibiendo varios nombres. En su histórico, figuran los nombres (de más reciente a más antiguo): African Mariner, Bois Soleil, Wolhandel, Andalusier y War Vigour. Sufrió graves daños durante la Guerra Civil Española mientras descargaba grano en el puerto barcelonés, lo que provocó su hundimiento. Tras la contienda fue incautado, reflotado y reparado, entrando en servicio como carguero en la Empresa Naviera Elcano. En 1947, el barco encalló en El Musel de Gijón y se valoró su desguace, pero tras remolcarlo a Bilbao, fue finalmente llevado al astillero de Ferrol para su reparación y puesta en servicio.

## Desaparición
El 5 de diciembre de 1963 zarpó desde Boston con 9093 toneladas de maíz rumbo a La Coruña. Componían la tripulación treinta y siete hombres, de los que: veintisiete eran gallegos, cuatro vascos, dos asturianos, dos andaluces, un cartagenero y un navarro. El capitán era el bilbaíno José María Arriandiaga Unda. El 14 de diciembre de 1963 fue el último día en que se tuvo noticias del Castillo de Montjuich. El barco debía haber emitido un nuevo parte de situación el 17 de diciembre y, según las previsiones, atracar en La Coruña el 21 de diciembre de 1963, pero nunca llegó a su destino. La empresa armadora solicitó la intervención de la Armada Española el día 23, por lo que el día 26 se solicitó la colaboración de las fuerzas aéreas de los ejércitos portugués y estadounidense, con base en Azores, al tiempo que se ordenó el despacho del crucero Canarias y las fragatas Legazpi y Pinzón para reconocer el itinerario previsto. Las naves españolas zarparon el día 27 en labor de reconocimiento y, ante la ausencia de rastro del buque, abandonaron la misión de búsqueda el 30 de diciembre.

## Investigación
El Departamento Marítimo de Ferrol procedió a realizar una investigación sobre la desaparición del buque. Entre sus averiguaciones, figuran las cartas de numerosos tripulantes a sus familiares, en el que relataban el precario estado del barco y las dificultades soportadas a causa de un temporal en la travesía precedente, entre Pasajes y Boston. Se recogió el testimonio del capitán anterior del Castillo de Montjuich, quien comandó la nave entre 1960 y 1962 y relató numerosos fallos en la maquinaria del barco y un incidente en el puerto de Houston, donde la autoridad portuaria obligó a firmar un descargo de responsabilidad debido a que el barco (cargado también de grano) no alcanzaba el coeficiente de estabilidad mínimo que requiere el Convenio Internacional para la Seguridad de la Vida Humana en el Mar. El capitán habría comunicado a la empresa estos incidentes y la necesidad de acometer reparaciones en el buque, sin que Elcano los atendiera.
La investigación concluyó en enero de 1966 con un sobreseimiento provisional, donde el auditor naval afirmaba que el buque no debió emprender la travesía. 
La desaparición del barco y sus tripulantes nunca ha sido aclarada, si bien se apunta a que el buque sufrió un temporal en su travesía, lo que unido a un posible exceso de carga, provocaron una vía de agua o una fatiga estructural que su vetusto estado no pudo soportar.